# Commodore 64 Games System
Le Commodore 64 Games System (souvent abrégé C64GS) est une version de l'ordinateur Commodore 64 sous forme de console de jeux vidéo familiale qui fonctionne à base de cartouches. La console a été lancée en décembre 1990 par Commodore, dans un marché alors en plein essor dominé par Nintendo et Sega. Uniquement lancée en Europe, elle fut un échec commercial.
Le C64GS était fournie avec une cartouche contenant quatre jeux : Fiendish Freddy's Big Top O'Fun (en), International Soccer, Flimbo's Quest (en) et Klax.
Le C64GS n'était pas la première console fonctionnant à base de cartouches basée sur les caractéristiques matérielles du Commodore 64. Cependant, contrairement à la MAX Machine sortie en 1982 (un ordinateur orienté jeux vidéo basé sur une version réduite de la même famille de matériel), la C64GS est très similaire au Commodore 64 au niveau du matériel, avec lequel il est compatible.

## Logiciels disponibles

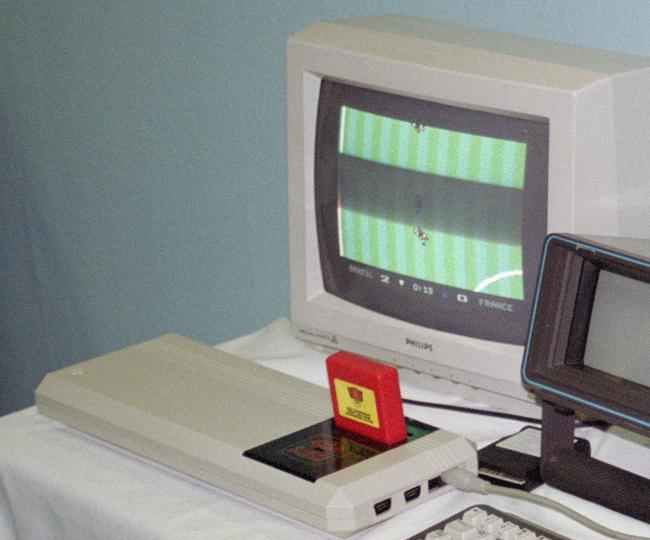
Le Commodore 64 Games System

Le support de la console par les développeurs tiers était limité, car beaucoup n'étaient pas convaincu que le C64GS serait un succès dans le marché des consoles. Ocean Software a fourni le plus de support, offrant un large éventail de titres, certains jeux uniquement destinés au système de cartouches du C64GS, offrant des fonctionnalités dans les jeux qui auraient été impossibles à réaliser sur cassette, d'autres jeux furent portés à partir des versions Commodore 64. Domark et System 3 ont également publié un certain nombre de titres pour le système, et certains jeux Codemasters et MicroProse furent également portés sur cette console. Denton Designs a également publié quelques jeux, notamment Bounces, qui a été publié en 1985.
Une cartouche contenant 4 jeux dont Fiendish Freddy's Big Top O'Fun (en), International Soccer, Flimbo's Quest (en) et Klax était fournie avec la console. Ils étaient probablement les plus connus sur ce système. Ces jeux, à l'exception de International Soccer, furent précédemment sortis sur cassette, mais ils furent adaptés pour cette console (notamment au niveau des contrôles). International Soccer a été précédemment publié en 1983 sur cartouche pour le Commodore 64.
Ocean a produit un certain nombre de jeux pour la C64GS, parmi eux un remake de Double Dragon (qui semblait être plus lié à la version NES que la version originale C64), Navy Seals, Robocop 2, Robocop 3, Chase HQ 2: Special Criminal Investigation, Pang, Battle Command, Toki, Shadow of the Beast et Lemmings. Le studio a aussi produit Batman The Movie pour la console, mais il s'agissait d'un port direct de la version cassette, en témoignent les écrans incitant le joueur à « appuyer sur PLAY » qui apparaissent brièvement entre les niveaux. Certaines des premières cartouches qu'Ocean produisait avaient un problème de fabrication, le connecteur étant placé trop loin en arrière dans la coque de la cartouche. Le résultat final est que la cartouche ne peut pas être utilisée avec l'ordinateur C64 standard. Les membres du personnel d'Ocean ont dû percer des trous sur le côté des cartouches pour les adapter.
System 3 a sorti Last Ninja Remix et Myth: History in the Making, bien qu'ils fussent aussi disponibles en format cassette. Domark a aussi sorti deux titres, Badlands et Cyberball, qui étaient disponibles sur cartouche uniquement.
Grâce à l'éditeur The Disc Company, un certain nombre des titres de Codemasters et de MicroProse furent aussi redéveloppés et ressortis sous forme de compilation pour le C64GS. Fun Play proposait trois titres de Codemasters : Fast Food, Professional Skateboard Simulator et Professional Tennis Simulator. Power Play proposait également trois titres MicroProse : Rick Dangerous, Stunt Car Racer et MicroProse Soccer, bien que Rick Dangerous fût produit par Core Design, et non pas par MicroProse. Stunt Car Racer et MicroProse Soccer avaient besoin d'être en grande partie modifiés pour leur permettre de fonctionner sur le C64GS.
Commodore n'a pas produit ni publié un seul titre pour le C64GS en dehors de la compilation des quatre jeux sur cartouche. International Soccer était le seul jeu largement produit pour le C64GS mais il était également disponible sur C64.

## Problèmes matériels
Le C64GS connut des problèmes dès le début de sa commercialisation. Tout d'abord, malgré la richesse des logiciels déjà disponibles sur cartouche pour le Commodore 64, l'absence de clavier signifie que la plupart ne peuvent pas être utilisés avec la console. Ce qui signifie que certaines personnes ayant acheté des jeux Commodore 64 d'occasion basés sur cartouche se sont rendu compte que les jeux ne fonctionnaient pas. La version originale destinée au Commodore 64 du jeu Terminator 2: Judgment Day était conçue pour cette console, mais il était nécessaire d'appuyer sur une touche de clavier pour accéder au jeu, le rendant injouable.
Pour contrer partiellement le manque de clavier, le système de contrôles de base du C64GS était un joystick fourni par Cheetah appelé Annihilator. Ce joystick, utilisant le port standard Atari 9 pins, offrait deux boutons indépendants, avec le second bouton localisé à la base du joystick. Ce port 9 pins était le standard de plusieurs systèmes à l'époque, et les joysticks sont fondamentalement compatibles avec l'interface Kempston du ZX Spectrum et avec la Sega Master System. Le joystick Cheetah Annihilator était de mauvaise qualité, avait une durée de vie courte et n'a pas été largement disponible à l'achat, rendant son remplacement difficile.

## Principales raisons de l'échec
Avant la sortie de la console, Commodore a généré beaucoup de battage marketing pour susciter l'intérêt sur un marché déjà encombré. Zzap! 64 et Your Commodore, les magazines Commodore 64 de l'époque, ont rapporté que Commodore a promis « jusqu'à 100 jeux avant Décembre », même si Décembre était dans deux mois après la rédaction des articles. En réalité, 28 jeux furent produits pour la console durant sa durée de vie[réf. nécessaire] - dont la plupart étaient des compilations de titres plus anciens,  et une majorité d'entre eux provenaient de l'éditeur Ocean.  Sur ces 28 titres, seulement 9 étaient des titres uniquement disponibles sous forme de cartouche, le reste étant des ports d'anciens jeux sortis sur cassette.
Alors que la plupart des titres qu'Ocean annoncés pour le C64GS furent sortis (à l'exception notable de Operation Thunderbolt), un certain nombre de promesses d'autres éditeurs ne se concrétisaient pas. Bien que Thalamus, The Sales Curve, Mirrorsoft et Hewson aient exprimé un intérêt pour la console, aucun projet ne fut développé par ces entreprises. Des problèmes similaires ont eu lieu pour la société concurrente Amstrad quand leur console GX4000 fut sortie la même année.
Il y avait d'autres raisons attribuées à l'échec des C64GS, les plus importants étant les suivants :
- Mauvais support logiciel : la plupart des logiciels existants sur cassette ne fonctionnait pas bien avec le C64GS, et l'enthousiasme des éditeurs à l'égard de la console était faible. Ocean Software, Codemasters, System 3, MicroProse et Domark ont développé leurs jeux pour cette console, probablement parce que les jeux étaient à l'origine compatibles avec le C64 originel, fournissant aux jeux une sécurité commerciale au cas où le C64GS échouerait. Et la difficulté pour reprogrammer les jeux pour une utilisation avec ce système fut aussi une autre faute des développeurs.
- L'ordinateur Commodore 64 : Le C64GS était essentiellement une version simplifiée du Commodore 64 originel, et les jeux développés pour cette console pouvaient également être exécutés sur l'ordinateur originel. Le C64 était déjà vendu à un prix abordable, et le C64GS a été vendu au même prix. Le public préférait le C64 d'origine, en particulier depuis que les cassettes de jeux pouvaient souvent être achetés pour une fraction du prix des cartouches.
- Technologie obsolète : Le Commodore 64 était sorti en 1982 ; en 1990, la technologie de cet ordinateur avait fait son temps.
- Un marché des consoles saturé : La console 8-bit C64GS est entrée dans le marché en 1990 en parallèle des nouvelles consoles de quatrième génération comme la Mega Drive et la SNES. La NES et la Sega Master System dominaient déjà le marché avec plusieurs titres populaires, et ce jusque vers les années 1992.
- Le branchement TV, le support des joysticks et des ports cartouches étaient également disponibles avec le Commodore 64 originel. Ainsi, les C64 étaient déjà reconnues comme des « consoles de jeux » malgré le fait qu'ils disposaient d'un clavier intégré.

Commodore a finalement vendu la cartouche contenant quatre jeux et le joystick Cheetah Annihilator dans un paquet appelé « Playful Intelligence » fourni avec l'ordinateur Commodore 64C. Quelques années après l'échec de la C64GS, Commodore produisait une nouvelle console de jeux vidéo, l'Amiga CD32, qui rencontrait une partie des mêmes problèmes mais qui eut beaucoup plus de succès que la précédente.

## Spécifications techniques
Les spécifications du C64GS sont similaires à ceux du Commodore 64 originel ; les principales différences sont le retrait du port utilisateur, du port série et du port cassette. Étant donné que la carte mère est similaire à celle du Commodore 64C, ces ports sont présents, mais ils ne sont pas exposés.

### Matériel interne
- Processeur :
  - MOS Technology 8500 (le 6510/8500 était un 6502 modifié avec un port d'entrées/sorties 6-bit inclus) ;
  - Vitesse d'horloge : 0,985 MHz (PAL).
- RAM :
  - 64 Ko (65 535 octets) ;
  - 0,5 Ko de RAM graphique.
- ROM :
  - 20 Ko (7 Ko pour le système « KERNAL (en) », 4 Ko pour le générateur de caractère offrant 2×2 Ko de jeu de caractères).

La ROM contenait deux différences importantes par rapport à la ROM C64 standard. La première est qu'allumer la machine sans cartouche insérée affichait une animation basée sur des caractères demandant à l'utilisateur d'insérer une cartouche. La seconde est l'ajout de commandes fenêtrées, créées pour compenser le manque de clavier. Cependant, il n'y a pas de logiciel connu qui les utilise.
- Matériel vidéo : MOS Technology VIC-II MOS 8569 (PAL)
  - 16 couleurs ;
  - Mode texte : 40×25, caractères définis par l'utilisateur, défilement doux ;
  - Modes de bitmap : 320×200, 160×200 (multi-couleurs) ;
  - 8 sprites, 24×21 pixels.
- Matériel audio : MOS Technology 8580 « SID »
  - 3 voix, synthétiseur programmable ;
  - 4 formes d'onde : triangle, dents de scie, impulsion variable, générateur de bruit ;
  - Synchronisation d'oscillateur, ring modulation ;
  - Filtres programmables : filtre passe-haut, filtre passe-bas, filtre passe-bande, filtre coupe-bande.

### Entrées/sorties et alimentation
- Ports d'entrées/sorties:
  - Connecteur Y/C (S-Video) haute qualité (connecteur DIN 8 pins) avec chroma/luma et son dans la sortie +, utilisé avec certains moniteurs Commodore (convertisseur DIN vers RCA fourni avec le moniteur) ;
  - Connecteur vidéo composite (sortie vidéo incluse dans le connecteur DIN 8 pins transmettant un seul signal vers le moniteur, et sortie antenne modulateur RF séparée incluse, qui transporte également le son, vers une TV ou un port RCA) ;
  - 2 ports manette DE9M (au format standard Atari 2600, supportant un joystick chacun) ;
  - 1 slot cartouche.
- Alimentation : 5V DC et 9V AC (alimentation externe « monolithic power brick »), branchée à un connecteur DIN femelle 7 pins.

## Sources
- (en) Cet article est partiellement ou en totalité issu de l’article de Wikipédia en anglais intitulé « Commodore 64 Games System » (voir la liste des auteurs).